# Kicki Engerstedt
Kerstin Kicki Engerstedt, född 2 mars 1943 i Stockholm, död 22 juni 2019, var en svensk programpresentatör och sändningsledare vid Sveriges Radio.
Efter studentexamen 1964 anställdes Engerstedt vid Sveriges Radios riksprogram, där hon var verksam som hallåman, musikpresentatör och sändningsledare. Hon har även varit programannonsör i SVT Kanal 1 samt producent och presentatör för bland annat Tio i Topp, Kvällstoppen, Kavalkad, Radio FM, Lördagsmorgon och Nattradion.
Hon var dotter till Åke Engerstedt och Märtha, ogift Persson. Åren 1970–1982 var hon gift med ingenjör Aare Aaw (1942–1991).
Kicki Engerstedt är gravsatt i minneslunden på Vallentuna kyrkogård.

## Filmografi
- 1975 – Pojken med guldbyxorna (TV-serie)[4]